# A.C. Milan w sezonie 1914/1915

Klubowe barwy Milanu

Osiągnięcia piłkarskiego zespołu A.C. Milan w sezonie 1914/1915.

## Osiągnięcia
- Mistrzostwa Włoch: 4. miejsce

## Podstawowe dane
- Oficjalna nazwa klubu: Milan Cricket and Foot-Ball Club
- Siedziba klubu: Bottiglieria Franzini, Via Mercanti 1
- Boisko: Velodromo Sempione; Arena Civica
- Prezes klubu:  Piero Pirelli I
- Trener zespołu: Komisja Techniczna (Cesare Stabilini, Mario Beltrami, Carlo Colombo)
- Kapitan drużyny:  Louis Van Hege